# ساندرو غامبا
ساندرو غامبا (بالإيطالية: Sandro Gamba) هو لاعب كرة سلة إيطالي سابق أصبح مدرباً. مثّل منتخب بلاده. شارك في مسابقة كرة السلة في الألعاب الأولمبية الصيفية.

## فرق درّبها
- أولمبيا ميلانو
- بالاكانسترو فاريزي
- منتخب إيطاليا لكرة السلة
- فيرتوس بالاكانسترو بولونيا
- منتخب إيطاليا لكرة السلة

## روابط خارجية
- ساندرو غامبا على موقع الاتحاد الدولي لكرة السلة (الإنجليزية)
- ساندرو غامبا على موقع الاتحاد الدولي لكرة السلة (الإنجليزية)
- ساندرو غامبا على موقع سبورتس رفرنس (الإنجليزية)
- ساندرو غامبا على موقع اللجنة الأولمبية الدولية (الإنجليزية)
- ساندرو غامبا على موقع أوليمبيديا (الإنجليزية)